# Giordano Colaussi
Giordano Colaussi, nato Colausig, (Gradisca d'Isonzo, 14 novembre 1911 – Gradisca d'Isonzo, 14 ottobre 1959), è stato un calciatore italiano, di ruolo attaccante.
Era conosciuto anche come Colaussi I in quanto fratello maggiore di Luigi, campione del mondo nel 1938 con la Nazionale italiana.

## Carriera
Cresciuto nell'Itala Gradisca, dopo aver militato in gioventù nella Pro Gorizia, debutta in Serie B con la SPAL nella stagione 1933-1934.
Gioca ancora tra i cadetti per un anno nell'Aquila e per due anni (non consecutivi) nel Taranto.
Esordisce in Serie A con il Modena nel campionato 1938-1939, totalizzando 8 presenze.
In Serie B conta 111 presenze e 20 gol con SPAL, L'Aquila, Taranto, Modena e Reggiana.

## Palmarès

### Club

#### Competizioni nazionali
- Prima Divisione: 1

SPAL: 1932-1933
- Serie C: 2

Taranto: 1936-1937
Catania: 1942-1943